# Gaua
Gaua (trước đây được gọi là  đảo Santa Maria) là đảo lớn nhất và đông dân thứ nhì trong quần đảo Banks thuộc tỉnh Torba ở bắc Vanuatu. Nó có diện tích 342 km².

## Lịch sử
Gaua được người châu Âu trông thấy lần đầu trong chuyến hành trình của Pedro Fernández de Quirós, từ ngày 25 tới 29 tháng 4 năm 1606. Hòn đảo sau đó được đặt tên Santa María.

## Địa lý

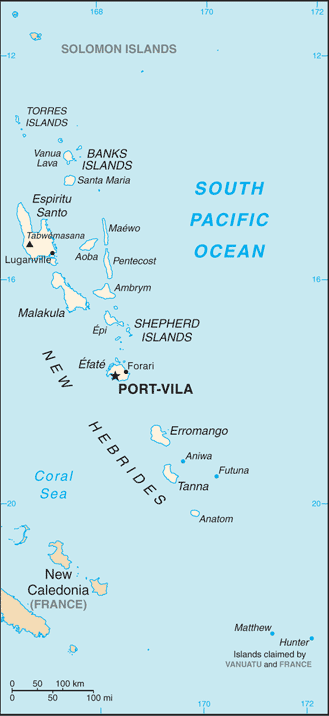
Quần đảo Banks nằm ở bắc Vanuatu

Nơi đây có địa hình không bằng phẳng. Núi cao nhất là núi Gharat (797 m), một núi lửa dạng tầng ở trung tâm đảo. Lần phun trào gần nhất của nó là vào năm 2013. Trên đó có một hồ miệng núi lửa gọi là hồ Letas, hồ lớn nhất Vanuatu. Ở phía đông của hồ là thác Siri (cao 120 m).

## Dân cư và ngôn ngữ
Đảo có dân số 2491 (2009), với tỉ lệ tăng hằng năm 2%. 
Dân cư rãi rác ở các ngôi làng ven biển tại mạn tây, nam và đông bắc của đảo. Ở mạn bắc có vài điểm dân cư nhỏ gồm chủ yếu người đi cư từ hai đảo nhỏ hơn Merig và Merelava, phía đông nam Gaua. Làng lớn nhất là Jolap, cạnh bờ tây.
Ngoài ngôn ngữ của những người nhập cư này (tiếng Mwerlap), có năm ngôn ngữ được nói tại Gaua từ lâu: tiếng Lakon (tiếng Vuré); tiếng Olrat; tiếng Koro; tiếng Dorig và tiếng Nume.

## Ảnh

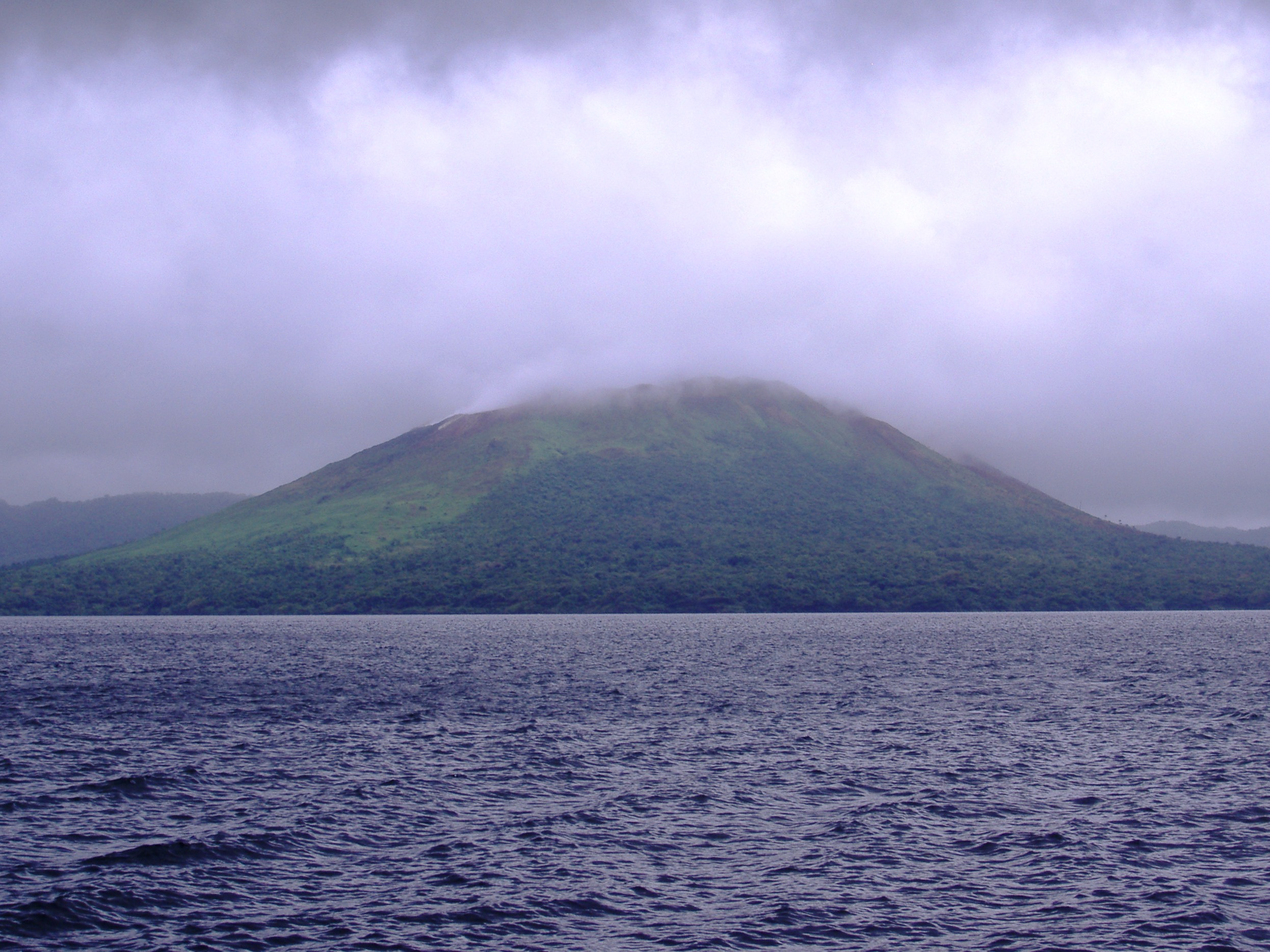
Núi Gharat
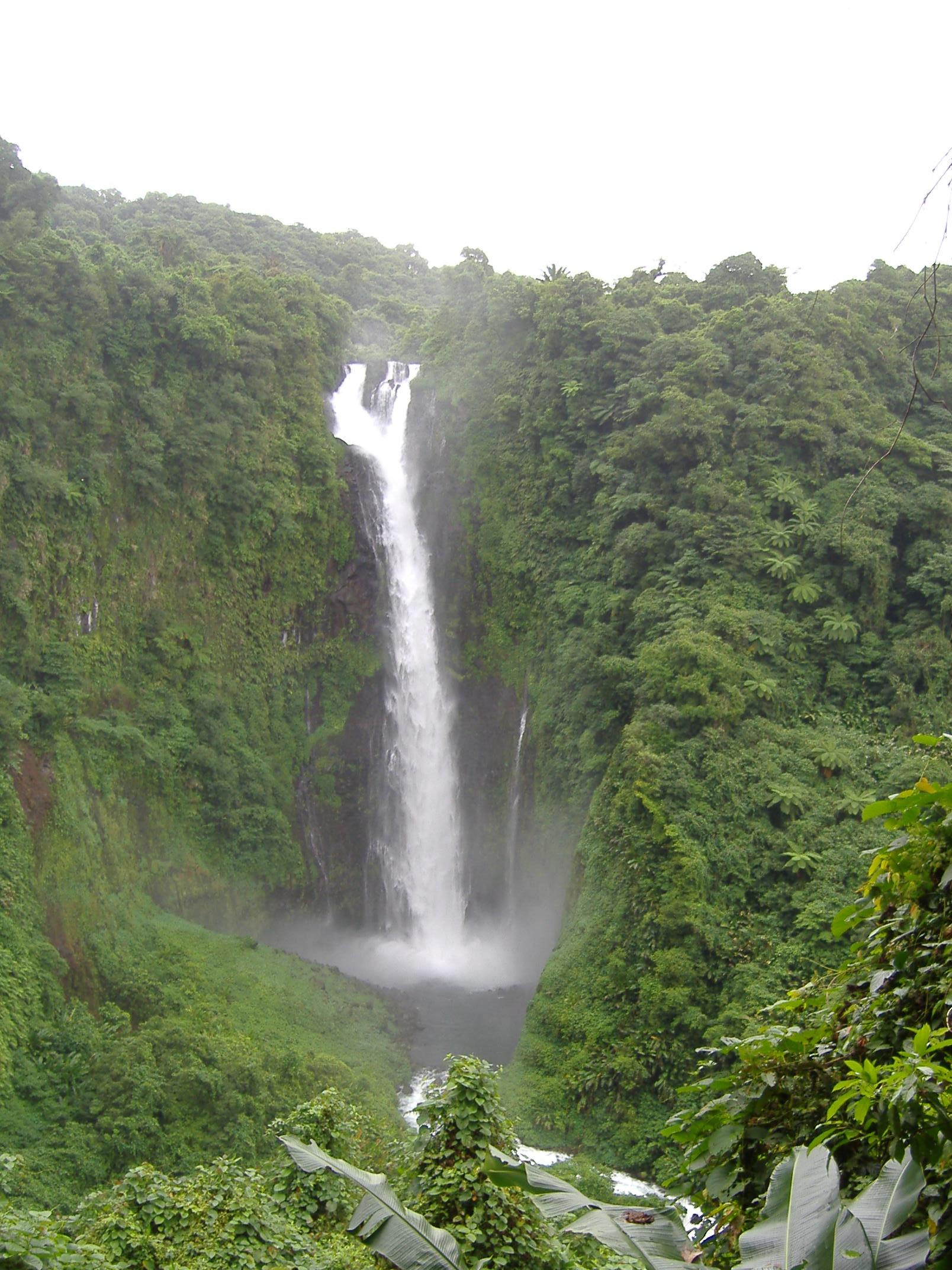
Thác Siri
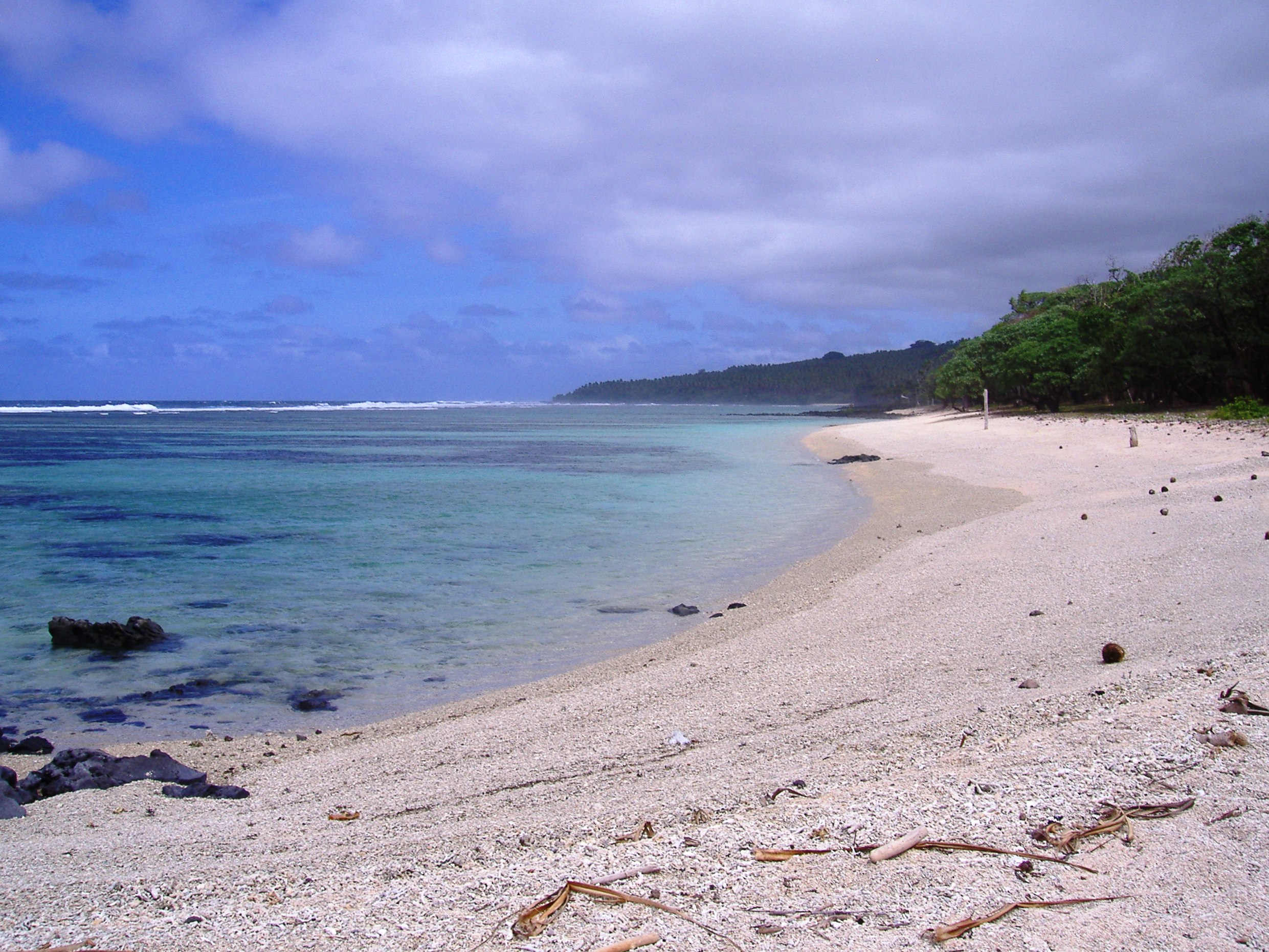
Bờ biển Baravit (east coast)
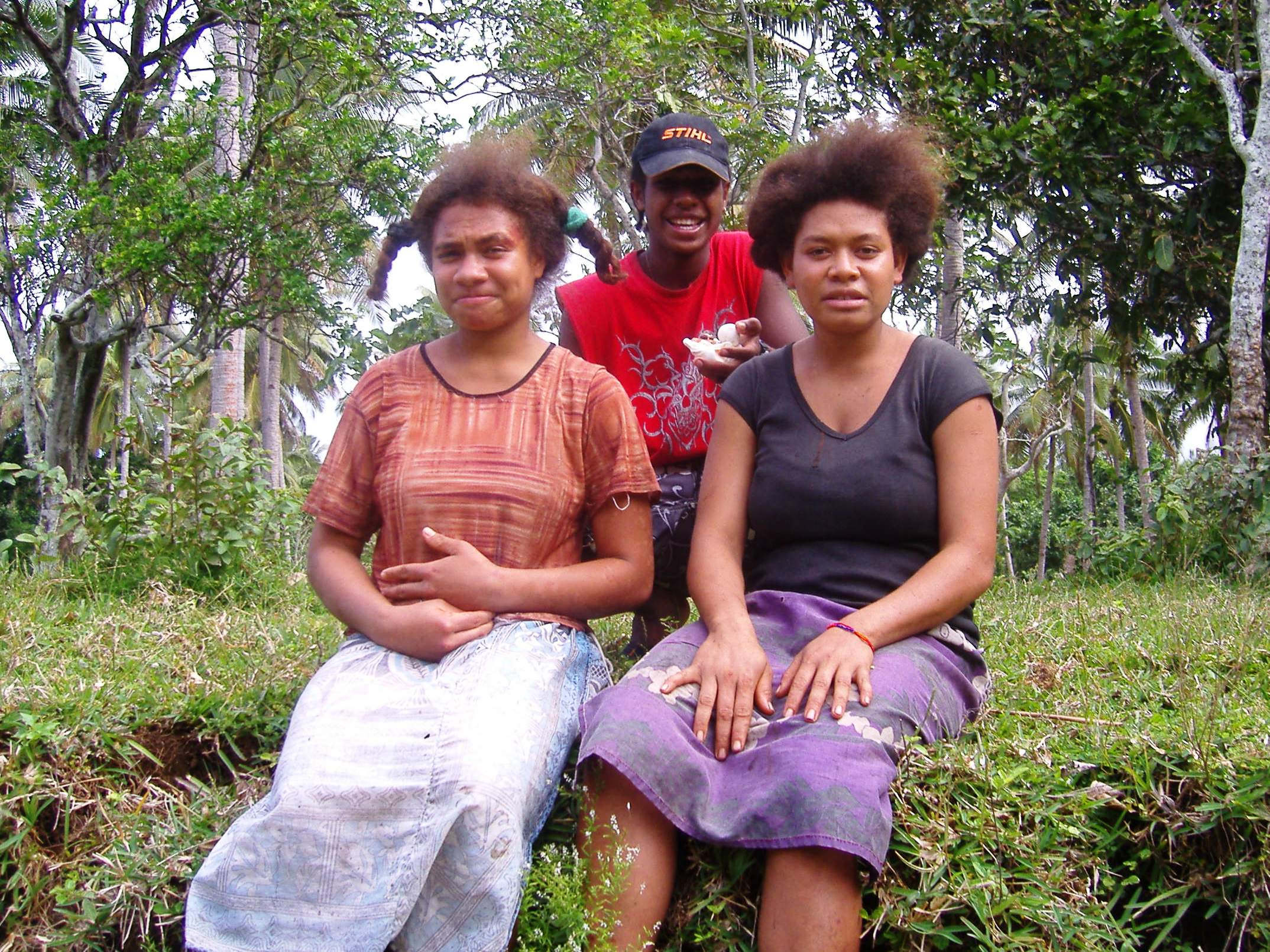
Người dân địa phương
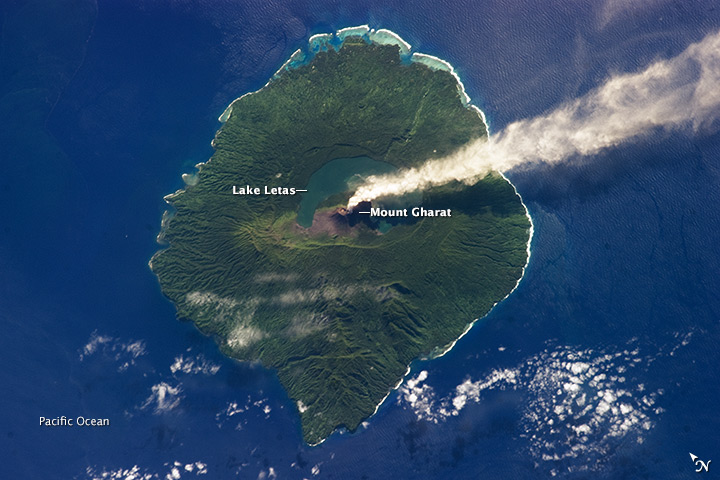
Gaua nhìn từ không gian